# Ahmed Hafnaoui
Ahmed Ayoub Hafnaoui (in arabo أحمد أيوب حفناوي‎?; Métlaoui, 4 dicembre 2002) è un nuotatore tunisino, vincitore della medaglia d'oro nei 400 metri stile libero ai Giochi olimpici di Tokyo 2020  nonché campione del mondo in carica negli 800m e 1500m stile libero.

## Biografia
Ha fatto parte della spedizione tunisina ai Giochi olimpici giovanili di Buenos Aires 2018, nei 200, 400 e 800 metri stile libero, classificandosi rispettivamente all'undicesimo, ottavo e settimo posto.
Ai Campionati africani di Algeri 2018 ha guadagnato l'argento nella staffetta 4×200 metri stile libero e il bronzo negli 800 e 1500 e nella staffetta 4×100 metri stile libero.
All'età di diciotto anni, ha rappresentato la Tunisia ai Giochi olimpici estivi di Tokyo 2020, dove ha vinto la medaglia d'oro ai Giochi olimpici di Tokyo 2020 nei 400 metri stile libero. È stato il primo atleta africano a vincere i 400 stile libero ad un'edizione olimpica. Negli 800 metri stile libero si è classificato decimo, eliminato in batteria.
Ai mondiali in vasca corta di Abu Dhabi 2021 ha vinto la medaglia d'argento nei 1500 metri stile libero, alle spalle del tedesco Florian Wellbrock, migliorando di quasi 8 secondi il record africano sulla distanza precedentemente appartenuto a Oussama Mellouli (14'18"79), facendo fermare il cronometro a 14'10"94.

## Palmarès
- Giochi olimpici

Tokyo 2020: oro nei 400m sl.
- Mondiali

Fukuoka 2023: oro negli 800m sl e nei 1500m sl, argento nei 400m sl.
- Mondiali in vasca corta

Abu Dhabi 2021: argento nei 1500m sl.
- Campionati africani

Algeri 2018: argento nella 4×200m sl, bronzo negli 800m sl, nei 1500m sl e nella 4×100m sl.

## Riconoscimenti
- African Swimmer of the Year: 2021, 2023